# Flatschacher See
Der Flatschacher See ist ein See nahe Feldkirchen in Kärnten, Österreich. Der See wird ausschließlich als Badegewässer genutzt. 
Da der Zufluss durch ein stark landwirtschaftlich genutztes Gebiet fließt, ist der See recht stark mit Nährstoffen belastet. Der See selbst liegt im 272 ha großen Landschaftsschutzgebiet Flatschacher See - Krahkogel (LGBl. Nr. 79/1970).

## Tiere im Flatschacher See
Im Flatschacher See kommen folgende 9 Fischarten vor:
- Barsch (Perca fluviatilis)
- Brachse (Abramis brama)
- Hecht (Esox lucius)
- Karausche (Carassius carassius)
- Karpfen (Cyprinus carpio)
- Rotauge (Rutilus rutilus)
- Rotfeder (Scardinius erythrophthalmus)
- Schleie (Tinca tinca)
- Zander (Sander lucioperca)

## Ansichten

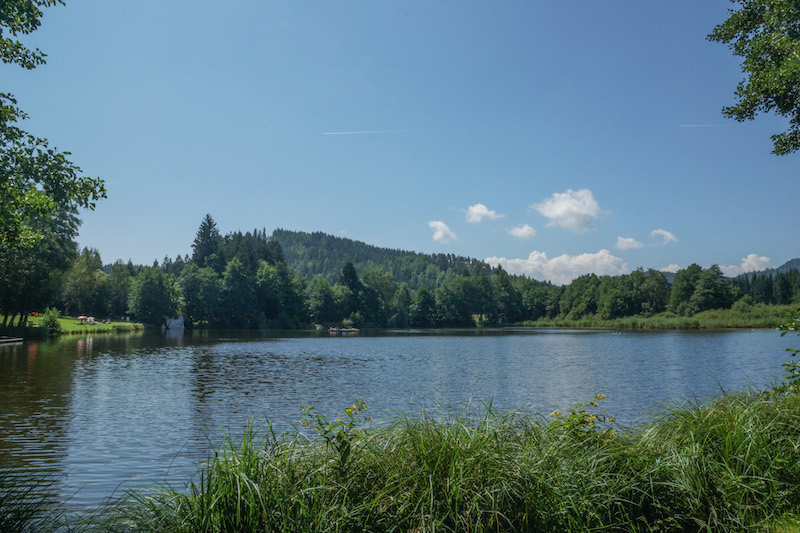
Ansicht von Norden